# 2003 إف بي 128 (كويكب)
2003 أف بي 128 (ويعرف أيضًا باسم (133067) 2003 أف بي 128 وفق تسمية الكوكب الصغير) (بالإنجليزية: 2003 FB128)‏ هو كويكب ضمن حزام الكويكبات؛ وترتيبه 133067 من حيث الاكتشاف.
اكتُشف هذا الجُرم الفلكي بواسطة مارك ويليام بوي في 30 مارس 2003.

## وصلات خارجية
- 2003 إف بي 128 (كويكب) في قاعدة بيانات مختبر الدفع النفاث لأجرام النظام الشمسي الصغيرة

- الاكتشاف · مخطط المدار ·  العناصر المدارية · المعلمات المادية

- 2003 إف بي 128 (كويكب) على موقع ويكي سكاي: DSS2, SDSS, GALEX, IRAS, Hydrogen α, X-Ray, Astrophoto, Sky Map, Articles and images